# Bíró Ica
Bíró Ica (született: Boruzs Ilona) (Budapest, 1957. május 30. –) magyar fitneszszakértő, modell, színésznő, énekesnő. 2022-ben Som Lajos életműdíjat kapott.

## Élete

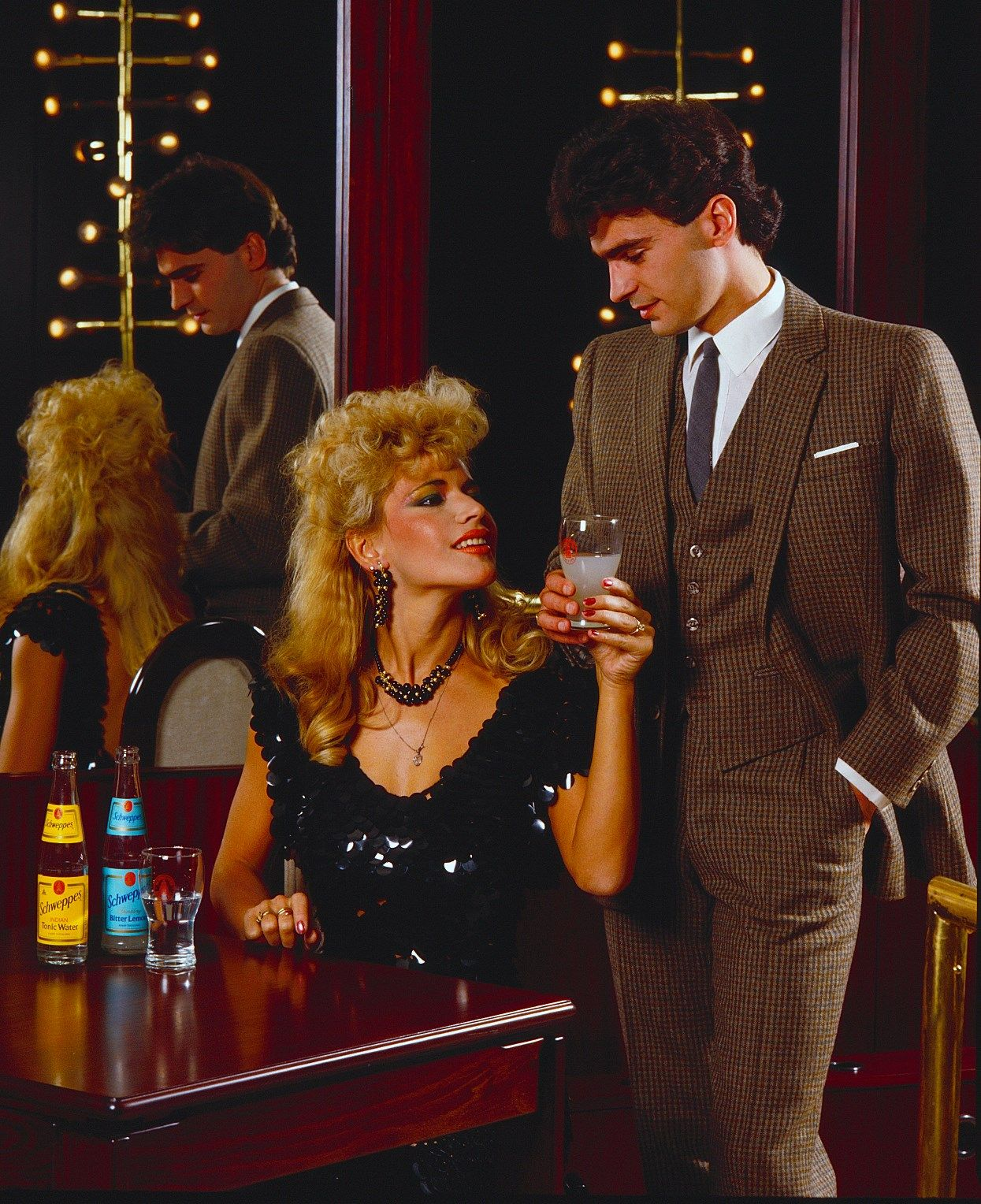
Frei Mihállyal egy Schweppes-reklámfotón (Martin Gábor felvétele)

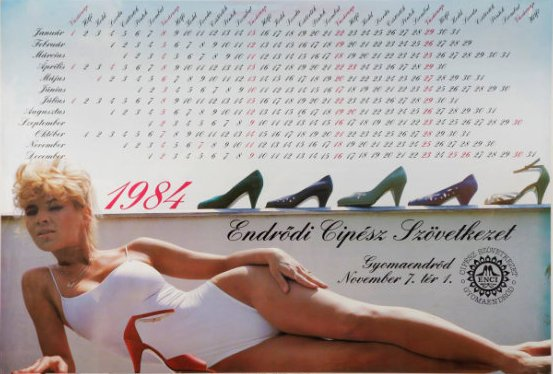
1984-ben (Martin Gábor felvétele)

Ruhaipari középiskolában tanult, varrónőként végzett. 2003-ban elvégezte a Testnevelési Egyetem testépítő-fitnesz szakát, oktatóként vizsgázott.
A Luxus Áruház információs pultjánál dolgozott. Innen küldték manöken-tanfolyamra. Egy véletlen folytán lett modell, ugyanis Lengyel Miklós fotóművész engedte, hogy szabadon mozogjon a fényképezőgépe előtt fürdőruhában, és ez megtetszett neki. Ezek után özönlöttek  a felkérések. Fotósai voltak, például Módos Gábor, Tulok András (fotóművész), Vértes György, Rózsavölgyi Gyöngyi, Martin Gábor fotóművészek.
Az OKISZ (Ipari Szövetkezetek Országos Tanácsa) – Laboros Király Panni is biztatta: „Megőrültél, lányom, ezzel a karosszériával te varrni és tervezni akarsz – most? Legyél te csak modell, és manöken, ennek van itt az ideje...”
Az 1980-as és 1990-es években ismert fotómodell és manöken volt. Ebben az időben rengeteg fénykép, címlap készült róla, például az Ez a Divat újságban is, de a Luxus Áruház egyik modellje is ő volt. Több mint száz kártyanaptár maradt fenn róla. Kártyanaptár-királynőként említik. Több száz poszter, címlap, kártyanaptár készült vele, az Ez a Divat pályázatát, az év Forma 1-es manökenje címet is megnyerte.
Pauer Gyula Kossuth-díjas szobrász életnagyságú, gipszből formált szobrot készített Biró Icáról a 80-as években.
1995-ben lett a fitneszvilág ismert tagja. 1990-ben a Pokolgép együttessel való közös munka gyümölcseként jelent meg első albuma Metal Lady címmel. Második lemezét az Ossiannal készítette, melynek címe: Azé a nő, aki megműveli.
2016-ban ismét modellkedett. A Gyöngy Narancs-kampány reklámvideójában szerepelt.
2022 januárjában, három év kihagyás után ismét elkezdett dolgozni, több munkát is vállalt. Butikban eladó, egy kastélyban recepciós (24 órában).
A Stress együttessel Metal Ladyként tért vissza 2022 szeptemberében, az együttessel rendszeresen fellép, 2022-ben Londonban turnéztak.
2022 decemberében szerepelt a Hal a tortán című műsorban.

## Díjai
2022 májusában Bíró Ica szakmai elismerő, életműdíjat kapott, amelyet Som Lajosról nevezték el, 2017-ben.

## Magánélete
Két házassága volt, később pedig együtt élt Trunkos András producerrel. Mindegyik kapcsolatában megtartotta a Bíró nevet. 1985-ben született meg a lánya.
2005-ben svájci frank-alapú lakáshitelt vett fel, amelynek XII. kerületi háza és egy másik ingatlanja volt a fedezete. A törlesztés nemfizetése miatt két ingatlanból is kilakoltatták 2019. május 3-án, mivel hat év óta képtelen volt fizetni. 2020. szeptember 17-én harmadszor is kilakoltatták. Előzőleg azonban feltörte a nevén megmaradt ingatlant, beköltözött, illetve eladásra hirdette meg ezt a lakását. Az új tulajdonos utólag lakbérként 12 millió forintot kért Bíró Icától.
2022-ben eladta budapesti lakását, annak árából kifizette tartozásait, és új lakásba költözött. Családja és baráti tartották el a pereskedés ideje alatt, annak ellenére, hogy otthonában később már tartott fitness-edzéseket. Jelenleg Budakeszin él.

## Albumai
- Metal Lady (1990)
- Azé a nő, aki megműveli (1994)
- Lélekszépítés

## Könyvek
- Testszépítő kézikönyv; Serenia Studió, Bp., 1996
- A megújulás titkai  test- és lélekszépítés bibliája; Alexandra, Pécs, 2005

## Színházi szerepei
A Színházi adattárban regisztrált bemutatóinak száma: 3.
| Darab              | Szerep                                       | Színház             | Bemutató           | Forrás |
| ------------------ | -------------------------------------------- | ------------------- | ------------------ | ------ |
| A kaktusz virága   | Stéphanie, Julien asszisztensnője (2005-ben) | Ruttkai Éva Színház | 1996. november 21. | [ 7 ]  |
| Egyéjszakás kaland | Gina                                         | Ruttkai Éva Színház | 2004. november 13. | [ 8 ]  |
| Nyolc nő           | Perrette                                     | Ruttkai Éva Színház | 2004. március 8.   | [ 9 ]  |